# Odontoglossum reversum
Odontoglossum reversum là một loài thực vật có hoa trong họ Lan. Loài này được Bockemühl mô tả khoa học đầu tiên năm 1986.